# Archaeamphora
Archaeamphora – rodzaj wymarłych roślin owadożernych z wczesnej kredy. Opisano jeden gatunek – Archaeamphora longicervia. Jest to prawdopodobnie przodek  kapturnic (Sarracenia). Roślina dorastała do 5 cm wysokości. Jej skamieniałości znaleziono w północno-wschodniej części Chin.